# 徐希圣
徐希圣（？—？），大兴人，是一名清朝政治人物。
徐希圣曾于康熙四十年接替赵邦牧任兴化府知府一职，康熙四十七年由汪天柄接任。